# In Her Place
In Her Place (en hangul 인 허 플레이스; RR: In heo peul-le-i-seu) es una película de coproducción surcoreana y canadiense, escrita y dirigida por Albert Shin, y protagonizada por Yoo Da-kyung, Ahn Ji-hye y Gil Hae-yeon. Se estrenó en Corea del Sur el 17 de diciembre de 2015.

## Sinopsis
En una remota granja en el campo de Corea del Sur, una adolescente se queda embarazada. Su madre ha llegado a un acuerdo con una adinerada pareja de la ciudad por el que esta podrá tener al niño que desesperadamente desea, mientras ella y su hija obtendrán el dinero que les permita huir de la pobreza y empezar una nueva vida en otro lugar. Cada vez más hosca y retraída, la chica claramente tiene dudas sobre la inminente adopción, pero ninguno de los jugadores comprende lo que realmente está en juego.

## Reparto
- Yoon Da-kyung como la mujer.
- Ahn Ji-hye como la chica.
- Gil Hae-yeon como la madre.
- Kim Seung-cheol como el granjero.
- Kim Kyung-ik como el marido.
- Kim Chang-hwan como el chico.
- Moon Chang-gil como el médico.
- Na Hye-jin como la amiga.
- Kim Jae-rok como el policía.
- Kim Jae-bon como la propietaria del motel.
- Sim Gyoo-il como la periodista.
- Ahn So-yo.[3]

## Tema y producción
Es la segunda película del director canadiense, de origen surcoreano, Albert Shin.
La idea para la película surgió cuando Shin oyó casualmente en un restaurante surcoreano un acalorado debate que giraba en torno al posible embarazo de cierta mujer, embarazo que podía dar lugar a una adopción. El tema que aborda es, pues, el tabú de las adopciones y el estigma de los niños adoptados en Corea, dada la importancia que se concede a los linajes familiares por descendencia directa. De ahí que muchas adopciones se hagan de forma subrepticia para evitar manchar la reputación de una familia.
La película se rodó íntegramente en Corea en la granja familiar del director y guionista Shin.

## Estreno y distribución
In Her Place se estrenó el 4 de septiembre de 2014 en el Festival Internacional de Cine de Toronto.
La película se exhibió también en septiembre de 2014 en la sección Nuevos Directores del Festival Internacional de Cine de San Sebastián de 2014.
En Corea del Sur, se exhibió el 27 de noviembre de 2015 en el Festival de Cine Independiente de Seúl, y finalmente se estrenó en sala el 17 de diciembre de 2015.

## Recepción
William Schwartz (HanCinema) nota que la incapacidad de las dos mujeres para comprender el estado de ánimo de la chica es lo que provoca el desenlace. La película «es un duro recordatorio de que puedes vivir en la misma casa que otra persona y no entender nada sobre lo que le está pasando emocionalmente. De ahí el título, "en su lugar", ¿qué habrías hecho diferente?».
Linda Barnard (Toronto Star) la considera la mejor película canadiense presentada al Festival de Toronto de 2014. Es un drama impresionante que hace buen uso de la ambientación rural envuelta en la niebla para crear un clima de tensión, y que avanza lentamente hacia un final demoledor y sorprendente.
Para Jay Weissberg (Variety), que considera que el filme adolece de un metraje excesivo, «la constante acumulación de presiones crea un psicodrama silencioso y absorbente que muestra al excelente trío de actrices, cuyos enfrentamientos a tres bandas, a menudo silenciosos, que consisten en miradas y lenguaje corporal, crean una atmósfera de inquietante aprensión».

## Premios y nominaciones
La película fue incluida en la lista de los diez mejores largometrajes de Canadá de 2014, seleccionados por un comité de cineastas y profesionales de la industria organizado por el Festival Internacional de Cine de Toronto. Shin recibió el Premio Jay Scott en los Premios de la Asociación de Críticos de Cine de Toronto 2014 por la película.
| Año  | Premio                                | Categoría                     | Candidato                                 | Resultado | Ref.          |
| ---- | ------------------------------------- | ----------------------------- | ----------------------------------------- | --------- | ------------- |
| 2014 | Montreal Nouveau Cinema Film Festival | Premio especial del jurado    | In Her Place                              | Ganadora  | [ 4 ] [ 12 ]  |
| 2015 | 3rd Canadian Screen Awards            | Mejor película                | Albert Shin, Igor Drljaca, Yoon Hyun Chan | Nominado  | [ 13 ] [ 14 ] |
| 2015 | 3rd Canadian Screen Awards            | Mejor director                | Albert Shin                               | Nominado  | [ 13 ] [ 14 ] |
| 2015 | 3rd Canadian Screen Awards            | Mejor actriz                  | Yoon Da-kyung                             | Nominada  | [ 13 ] [ 14 ] |
| 2015 | 3rd Canadian Screen Awards            | Mejor actriz                  | Ahn Ji-hye                                | Nominada  | [ 13 ] [ 14 ] |
| 2015 | 3rd Canadian Screen Awards            | Mejor actriz de reparto       | Gil Hae-yeon                              | Nominada  | [ 13 ] [ 14 ] |
| 2015 | 3rd Canadian Screen Awards            | Mejor guion                   | Albert Shin                               | Nominado  | [ 13 ] [ 14 ] |
| 2015 | 3rd Canadian Screen Awards            | Mejor montaje                 | Albert Shin                               | Nominado  | [ 13 ] [ 14 ] |
| 2016 | 3rd Wildflower Film Awards            | Mejor director (películas)    | Albert Shin                               | Nominado  | [ 15 ]        |
| 2016 | 3rd Wildflower Film Awards            | Mejor actriz                  | Yoon Da-kyung                             | Nominada  | [ 15 ]        |
| 2016 | 3rd Wildflower Film Awards            | Mejor fotografía              | Moon Myeong-hwan                          | Nominado  | [ 15 ]        |
| 2016 | 3rd Wildflower Film Awards            | Mejor actriz revelación       | Ahn Ji-hye                                | Nominada  | [ 15 ]        |
| 2016 | 3rd Wildflower Film Awards            | Mejor actor/actriz de reparto | Gil Hae-yeon                              | Ganadora  | [ 16 ]        |